# Convento del Carmen (Río de Janeiro)
El Convento del Carmen es un edificio histórico ubicado en el centro histórico de la ciudad de Río de Janeiro, Brasil. El actual convento se encuentra en la rúa Morais e Vale. En el edificio histórico fue donde murió la Reina de Portugal María I en 1816.

## Historia

### Orígenes

Rúa Primero de Marzo, Convento del Carmen e Iglesia de Nuestra Señora del Monte Carmelo a la izquierda (foto de Marc Ferrez).

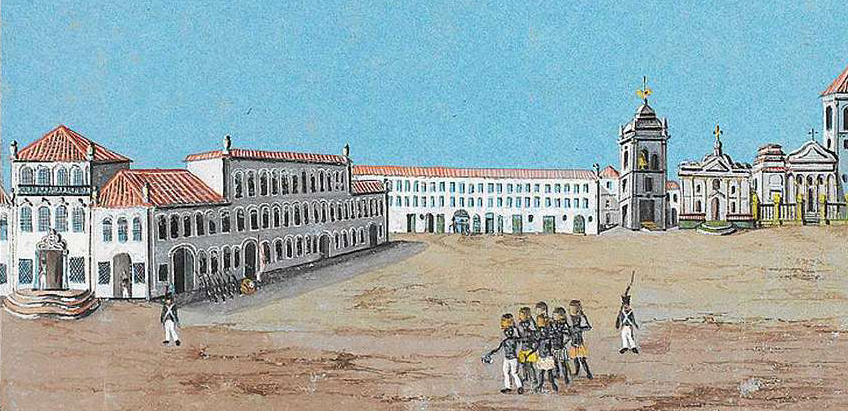
Vista del Largo do Carmo en 1818 por Franz Josef Frühbeck (detalhe). A la izquierda se ve el Paço Imperial, con el gran edificio del Convento del Carmen al fondo. Del lado derecho del convento se encuentra el campanario de la Iglesia del Carmen, que en esa época era la Capilla Real y la Catedral de la ciudad. Mas a la derecha está la Iglesia de la Orden Tercera del Carmen.

La historia del convento del Carmen comenzó con Frai Pedro Viana, que, luego de fundar el Convento del Carmen de Santos, fue con otros carmelitas a Río de Janeiro en 1589. En esa fecha recibieron de la Cámara la Capilla de Nuestra Señora de la O, ubicada cerca de la playa, a la que convirtieron en la capilla de la Orden del Carmen. Em 1611, recibieron el terreno contiguo a la capilla, en el que comenzaron a construir el convento a partir de 1619. El convento tuvo que ser reformado algunas veces durante la época colonial. A partir de 1761, la capilla de la orden fue reconstruida.

### Familia Real
En 1808, con la llegada del Príncipe regente João VI y de la corte portuguesa, el Convento del Carmen fue confiscado y ahí se alojó la Reina María I de Portugal, donde pasó sus últimos 8 años de vida. En el convento también se instaló el Real Gabinete de Física y el depósito del Palácio. En 1810 se instaló la Real Biblioteca en el terreno del convento, en un edificio perteneciente a la Orden Tercera del Carmen. Los libros de la biblioteca, venidos desde Portugal, fueron el embrión de la Biblioteca Nacional de Brasil.
Se construyó un pasadizo uniendo el convento al Paço Imperial, que en esa época pasó a ser un Palacio Real. La iglesia del convento fue transformada en la Capilla Real y Catedral. Entre 1840 y 1896, el convento albergó el Instituto Histórico y Geográfico Brasileño.

### El edificio en la actualidad
En 1906, la fachada del convento fue redecorada en estilo ecléctico, cambios que fueron retirados en 1960, cuando el edificio fue restaurado y declarado como patrimonio histórico por el IPHAN. El edificio antiguo del convento perteneció a la Universidad Cândido Mendes (UCAM) hasta el 2011, cuando fue retomado, por deudas, por el estado de Río de Janeiro. Actualmente, se encuentra administrado por la Procuraduría General del Estado de Río de Janeiro que pretende utilizar el espacio con una de sus bibliotecas. 
A partir de 2023, el Servicio Social de Comercio del estado de Río de Janeiro abrió en el edificio un restaurante con espacio para 54 personas, además de un espacio para la realización de eventos culturales.